# Mbomou (préfecture)
Pour les articles homonymes, voir Mbomou (homonymie).
Mbomou est l’une des vingt préfectures de République centrafricaine. Elle est située dans le sud-est du pays et tient son nom de la rivière Mbomou, affluent de l'Oubangui, qui la sépare de la République démocratique du Congo, au sud.
Sa superficie est de 61 150 km² pour une population de 164 009 habitants en 2003. Son chef-lieu est Bangassou.

## Situation
La préfecture du Mbomou est située au sud-est du pays, elle est frontalière de la République démocratique du Congo au sud.
|             | Haute-Kotto |             |
| Basse-Kotto | Mbomou      | Haut-Mbomou |
|             | Bas-Uele    |             |

## Administration
La préfecture du Mbomou constitue avec la Basse-Kotto et le Haut-Mbomou, la région du Haut-Oubangui, portant le numéro 6 de la République centrafricaine. 

### Sous-préfectures et communes
La Mbomou est divisée en cinq sous-préfectures et dix communes :
| - Sous-préfecture de Bangassou : - Bangassou - Sayo-Niakari - Voungba-Balifondo - Zangandou |  |  | - Sous-préfecture de Ouango : - Ouango - Ngbandinga - Sous-préfecture de Gambo : - Gambo - Ngandou |  |  | - Sous-préfecture de Bakouma : - Bakouma - Sous-préfecture de Rafaï : - Rafaï |

Les dix communes de la Mbomou sont constituées de 413 villages.
| Sous-préfectures | communes          | superficie (km²) | population (hab. 2015) | villages (nbre 2003) | quartiers (nbre 2003) |
| Bakouma          | Bakouma           | 17 511,30        | 27 121                 | 63                   | 0                     |
| Bangassou        | Bangassou         | 51,78            | 39 611                 | 0                    | 49                    |
| Bangassou        | Sayo-Niakari      | 696,06           | 16 045                 | 47                   | 0                     |
| Bangassou        | Voungba-Balifondo | 3 964,80         | 8 893                  | 26                   | 0                     |
| Bangassou        | Zangandou         | 2 660,40         | 17 087                 | 42                   | 0                     |
| Gambo            | Gambo             | 5 189,45         | 13 087                 | 43                   | 0                     |
| Gambo            | Ngandou           | 1 227,17         | 12 591                 | 53                   | 0                     |
| Ouango           | Ouango            | 1 068,97         | 23 602                 | 59                   | 0                     |
| Ouango           | Ngbandinga        | 265,84           | 30 210                 | 60                   | 0                     |
| Rafaï            | Rafaï             | 27 673,11        | 17 940                 | 48                   | 0                     |

### Préfets
- Didier-Dieudonné Marcel Adopiat, du 18 août 1973 au 17 septembre 1975
- Jean-Jacques Saganza, à partir du 17 septembre 1975
- Pierre-Michel Sokambi, à partir du 21 septembre 1981
- Antoine Gomongo, à partir du 6 mai 1982
- Faustin Ntelnoumbi, du 25 avril 2002 au 22 avril 2003
- Guy-Bomek Bokoutou[8], du 22 avril 2003 au 13 octobre 2004
- Gabin Serge Nakombo, du 13 octobre 2004 à 2005
- Rémy Sem Ndouto[9], à partir de 2005
- André Sibalé
- Moktar Didjani, depuis le 22 mai 2013[10]

## Population
Les principales ethnies de la préfecture sont les peuples du fleuve : ngbandi Yakoma, zandé, nzakara, le peuple de la savane : banda et les  peuls Mbororo : éleveurs nomades.   

## Économie
La préfecture se situe dans la zone de cultures vivrières à mil et manioc dominants, maïs, courges et haricots. La région située à l'Est du Mbari produit du café. La pêche fluviale traditionnelle est pratiquée sur les rivières Mbomou et Ouara.
Les ressources minières sont constituées par les gisements non exploités d'uranium de Bakouma et de lignite à Nzako.